# Honda CB 1300
Honda CB 1300 – japoński motocykl typu naked bike produkowany przez firmę Honda od 1998 roku.

## Dane techniczne/Osiągi
Silnik: R4

Pojemność silnika: 1284 cm³

Moc maksymalna: 116 KM/7500 obr./min

Maksymalny moment obrotowy: 117 Nm/6000 obr./min

Prędkość maksymalna: 230 km/h 

Przyspieszenie 0-100 km/h: 3,3 s